# Ilvaíta
La ilvaíta es un mineral de la clase de los sorosilicatos. Fue descubierta en la isla de Elba (Italia), siendo nombrada por el nombre antiguo de dicha isla, que es «Ilva». La caracterización detallada de este mineral fue llevada a cabo  por Lelievre que, en un artículo publicado en 1807, decidió darle el nombre de «yénite», «en memoria de uno de los acontecimientos más memorables de este siglo, la batalla de Yena», aclarando también que la localidad de la batalla (una victoria de Napoleón sobre el ejército prusiano) era realmente Jena, por lo que el mineral debería ser «jenita», pero que utilizaba «yénite» para que no hubiera errores en la pronunciación. Posteriormente, Steffens propuso el nombre de ilvait, alegando que no era correcto utilizar para un mineral el nombre de una batalla, y que era preferible hacer referencia a la localidad de origen, Ilva, nombre antiguo de la isla de Elba.

## Características químicas
Químicamente, es un sorosilicato que no contiene aluminio en su fórmula, con cationes de hierro y calcio. Además, es muy común la presencia de impurezas de magnesio y de manganeso.
La ilvaíta presenta polimorfismo, con lo cual es posible el cristal ortorrómbico y el monoclínico.

## Formación y yacimientos
Aparece en el interior de los depósitos de mineral magnetita, junto a los yacimientos de cinc y cobre, así como en zonas de contacto de zeolitas. También se encuentra en rocas de metasomatismo de contacto y yacimientos de hierro, en calizas y dolomitas metamorfizadas con otros minerales silicocálcicos. La localidad tipo es la zona de Torre di Rio - Santa Filomena  (Monte della Torre), Rio Marina, Isla de Elba, Italia. 
Suele encontrarse asociado a otros minerales como: cuarzo, magnetita, hedenbergita, esfalerita o fluorita.